# 三好市営バス

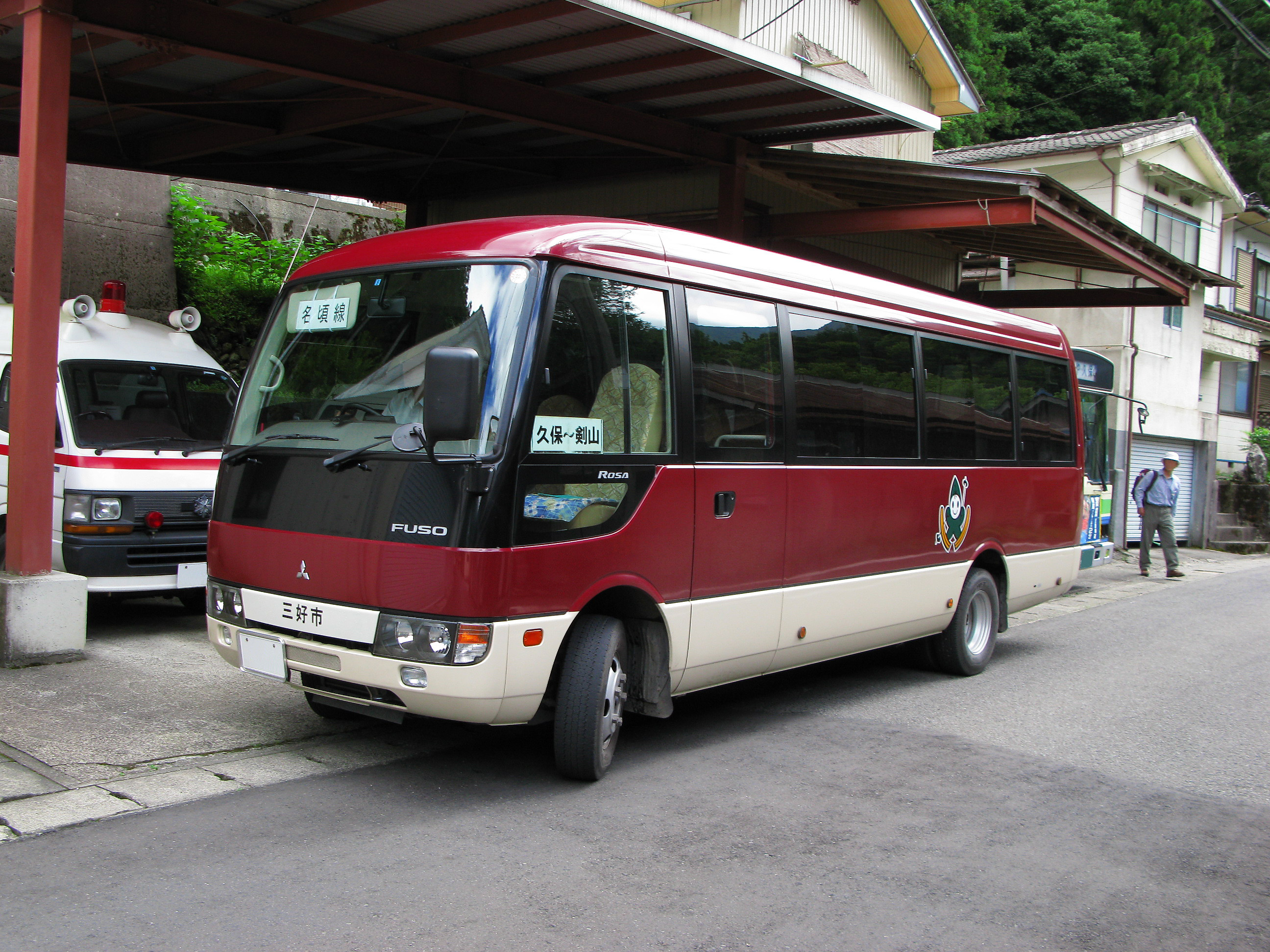
三好市営バス（名頃線）

三好市営バス（みよししえいバス）は、徳島県三好市が運営する自治体バスである。市町村合併に伴い、合併前の各市町村（池田町、山城町、東祖谷山村、西祖谷山村）が運行していた町村営バスの路線を引き継いだものである。

## 路線

### 旧・池田町継承路線
- 阿波池田バスターミナル - 阿波池田駅 - 池田町中西 - 三好橋西詰 - 池田町白地 - 池田町佐野（JR四国バス・瀬戸内運輸の廃止代替路線）

### 旧・三野町継承路線
- 阿波池田バスターミナル - 阿波池田駅 - 東みよし町 - 道の駅三野 - 総合支所前 - 三野町清水（阿波池田バスターミナル - 道の駅三野は三野町方面からの降車・三野町方面への乗車のみ取り扱い）

### 旧・山城町継承路線
- 阿波川口駅 - 川口橋 - 相川橋南詰 - 黒川橋 - 山城町中ノ瀬
- 阿波川口駅 - 川口橋 - 相川橋南詰 - 黒川橋 - 山城町平野
- 阿波川口駅 - 川口橋 - 相川橋南詰 - 大谷橋南詰 - 祖谷口橋西詰 - 阿波川口駅
- 阿波川口駅 - 川口橋 - 白川口北詰 - 山城町粟山
- 阿波川口駅 - 川口橋 - 白川口北詰 - 藤川橋 - 山城町平
- 阿波川口駅 - 川口橋 - 白川口北詰 - 藤川橋 - 大歩危橋西詰 - 山城町下名

### 旧・東祖谷山村継承路線
- 東祖谷京上 - 東祖谷石脇
- 東祖谷京上 - 東祖谷久保 - 東祖谷名頃
- 東祖谷京上 - 東祖谷久保 - 東祖谷名頃 - 剣山（4月 - 11月の休日だけ運行）

### 旧・西祖谷山村継承路線
- 大歩危駅 - 西祖谷山村落窪
- 大歩危駅 - 西祖谷山村一宇 - 西祖谷山村かずら橋 - 西祖谷山村閑定
- 西祖谷山村一宇 - 西祖谷山村片岡畝 - 西祖谷山村一宇

### 三好市成立後に運行開始した路線
- 全路線四国交通の廃止代替路線。
  - 三好病院玄関前 - 阿波池田バスターミナル - 祖谷口 - 阿波川口駅 - 山城町岩戸 - 山城町大野 - 山城町茂地（阿波川口駅 - 茂地間区間便あり）
  - 三好病院玄関前 - 阿波池田バスターミナル - 中西・白地城址・祖谷口・京田 - であい[1]
  - 三好病院玄関前 - 阿波池田バスターミナル - 中西・白地城址・三縄駅前・梅の谷 - 漆川八幡神社